# Tibet depuis 1950

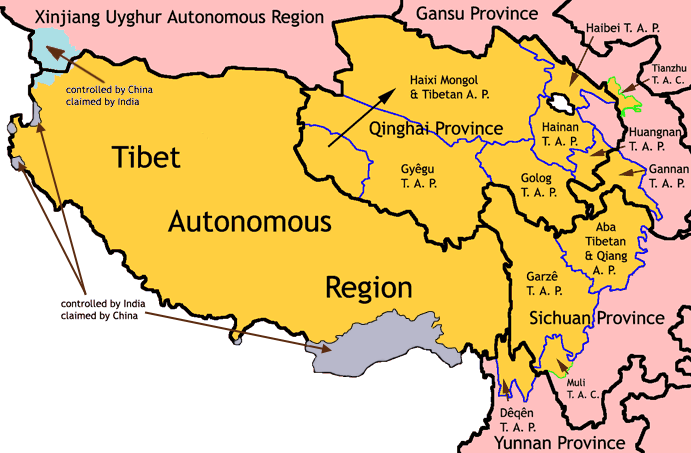
Les subdivisions administratives autonomes tibétaines de la république populaire de Chine, représentées en jaune

L'histoire du Tibet depuis 1950 a été marquée par l'intervention militaire de l’armée populaire de libération en 1950-51.
Le Tibet a proclamé son indépendance vis-à-vis de la république de Chine en 1913 après avoir expulsé les autorités chinoises l'année précédente. Le 13e dalaï-lama a continué à diriger cette nation indépendante de facto en assumant à la fois le pouvoir politique et le pouvoir spirituel. Une caractéristique particulière du Tibet était l'interpénétration de la religion et de la politique dans l'histoire du pays depuis l'introduction de bouddhisme au VIIe siècle.
Avec un tel entrelacs de la politique et de la religion, un changement significatif de l'un influença nécessairement l'autre et en définitive, la culture dans son ensemble. Cette relation est évidente avec l'intervention de l'armée populaire de libération en 1950 et la domination du Tibet par la république populaire de Chine qui s'est ensuivi, avec aujourd'hui le contrôle de toute la région par la Chine. Si l'on met de côté les revendications historiques de la Chine sur le Tibet et les réclamations historiques de la terre du Tibet, il est devenu évident que depuis 1950 des changements culturels majeurs ont lieu dans toute la région. Les Chinois ont apporté des écoles et des hôpitaux modernes, le servage et l'esclavage ont été abolis, et la réforme agraire a été instaurée. Cependant, les efforts de modernisation ont aussi eu pour résultat la destruction virtuelle du riche patrimoine de la région, telle que la destruction de la majorité des monastères bouddhistes pendant la révolution culturelle, et la répression du bouddhisme en général par le gouvernement communiste.
Les sources chinoises mettent généralement en avant un progrès vers une société prospère et libre au Tibet, dont les piliers sont le développement économique, l'avancement des lois, et l'émancipation des paysans. Ces affirmations ont été cependant mises en question par les organisations de droits de l’homme indépendantes, le Gouvernement tibétain en exil et quelques Tibétains du Tibet, qui accusent le gouvernement chinois du génocide au Tibet, et font des comparaisons avec l’Allemagne nazie. La doctrine officielle de la RPC classifie les Tibétains comme un de ses 56 groupes ethniques reconnues appartenant au grand Zhonghua minzu ou nation chinoise multiethnique. Warren W. Smith Jr, historien du droit et animateur au service tibétain de Radio Free Asia,, dont le travail s’est focalisé sur l'histoire et sur la politique tibétaines après avoir passé cinq mois au Tibet en 1982, dépeint les Chinois comme chauvins qui se considèrent comme supérieurs aux Tibétains, et affirme que les Chinois utilisent la torture, la coercition et la famine pour contrôler les Tibétains.

## Le Tibet sous administration de la république populaire de Chine

### Expulsion des Chinois (1949)
En 1949, voyant que les communistes gagnent le contrôle de la Chine, le Kashag expulse entre 300 et 400 Han liés au gouvernement chinois, sous les protestations à la fois du Kuomingtang et des Communistes. Il ne reste plus à Lhassa qu'une poignée de marchands chinois ainsi que quelques bouchers hui.

### Intervention militaire chinoise (1950-1951)
Ni la république de Chine ni la république populaire de Chine n’ont jamais renoncé à la revendication de la souveraineté de la Chine sur le Tibet. Le gouvernement communiste chinois, qui a pris le pouvoir au mois d'octobre 1949, ne perd pas de temps pour réaffirmer la présence chinoise au Tibet. Au mois de juin 1950, le gouvernement du Royaume-Uni déclare à la Chambre des communes que le gouvernement de sa majesté « a toujours été prêt à reconnaître la suzeraineté chinoise sur la Tibet, mais seulement dans la mesure où le Tibet est considéré comme autonome ». Le 7 octobre 1950, l’armée populaire de libération (APL) envahit le secteur tibétain de Chamdo. Le grand nombre d'unités de l’APL entoure rapidement les forces tibétaines moins nombreuses, et avant le 19 octobre 1950, 5000 troupes tibétaines se rendent.

### Accord en 17 points (1951)
En 1951, les représentants des autorités tibétaines, avec l'autorisation du dalaï-lama, participent aux négociations avec le gouvernement chinois à Pékin. Ces pourparlers débouchent sur l'Accord en 17 points qui affirme la souveraineté de Chine sur le Tibet. L'accord est ratifié à Lhassa quelques mois plus tard. En plus de reconnaître la souveraineté chinoise pour la première fois dans l'histoire tibétaine (point 1), les Tibétains sont tenus désormais d'aider les troupes et les cadres de l'APL à occuper pacifiquement le Tibet (point 2). Les Tibétains acceptent également de renoncer à s'occuper des affaires étrangères, de la défense des frontières et du commerce du Tibet (point 14) et acceptent que l'armée tibétaine soit progressivement incorporée dans l'APL, quoique sans qu'une échéance précise soit fixée (point 8). Ils acceptent également le retour du panchen-lama au Tibet (points 5 et 6) et la création d'une nouvelle entité administrative, le Comité administratif militaire (point 15), distinct du gouvernement local tibétain et soumis au gouvernement populaire central. Le texte contient également une déclaration mettant fin officiellement à la monnaie tibétaine. Le texte de l'accord reconnait le droit à l'autonomie régionale et le maintien du système politique et du statut du dalaï-lama (points 3 et 4), la liberté religieuse et le maintien des revenus du clergé bouddhiste (point 7),,.

### Incorporation du Tibet politique à la Chine
Dès le début, il était évident que l’incorporation du Tibet politique à la Chine communiste amènerait deux systèmes sociaux opposés dans un face à face. Au Tibet occidental cependant les communistes chinois ont opté pour ne pas donner à la réforme sociale une priorité immédiate. Au contraire, de 1951 à 1959, la société tibétaine traditionnelle avec ses seigneurs et ses propriétés seigneuriales a continué à fonctionner inchangée. Malgré la présence de vingt mille soldats de l’APL au Tibet central, le gouvernement du dalaï-lama a été autorisé à maintenir des symboles importants de sa période d’indépendance de facto,.
Cependant, l'est du Kham et l’Amdo (Qinghai) ont été considérés par les Chinois comme étant hors de l'administration du gouvernement du Tibet à Lhassa, et ont été ainsi traités comme les autres provinces chinoises avec la politique de redistribution de terre mise en pleine exécution. La plupart des terres ont été prises aux nobles et aux monastères et redistribuées aux serfs. La région tibétaine à l’est du Kham, précédemment dénommé province du Xikang, a été incorporée à la province de Sichuan. L'ouest du Kham a été placé sous le Comité militaire de Chamdo. Dans ces secteurs, la réforme agraire a été appliquée. Cela impliqua des agitateurs communistes qui désignaient des « propriétaires » — quelquefois arbitrairement choisis — pour humiliation publique lors des soi-disant "séances de lutte"  avec torture, mutilation, et même la mort,. Ce ne fut qu'après 1959 que la Chine a commencé à appliquer les mêmes méthodes au Tibet central,.
Les Chinois ont construit des routes qui ont atteint Lhassa, et les ont ensuite étendues jusqu’aux frontières avec l’Inde le Népal et le Pakistan. L'aristocratie et le gouvernement tibétains traditionnels sont restés en place et ont été subventionnés par le gouvernement chinois.

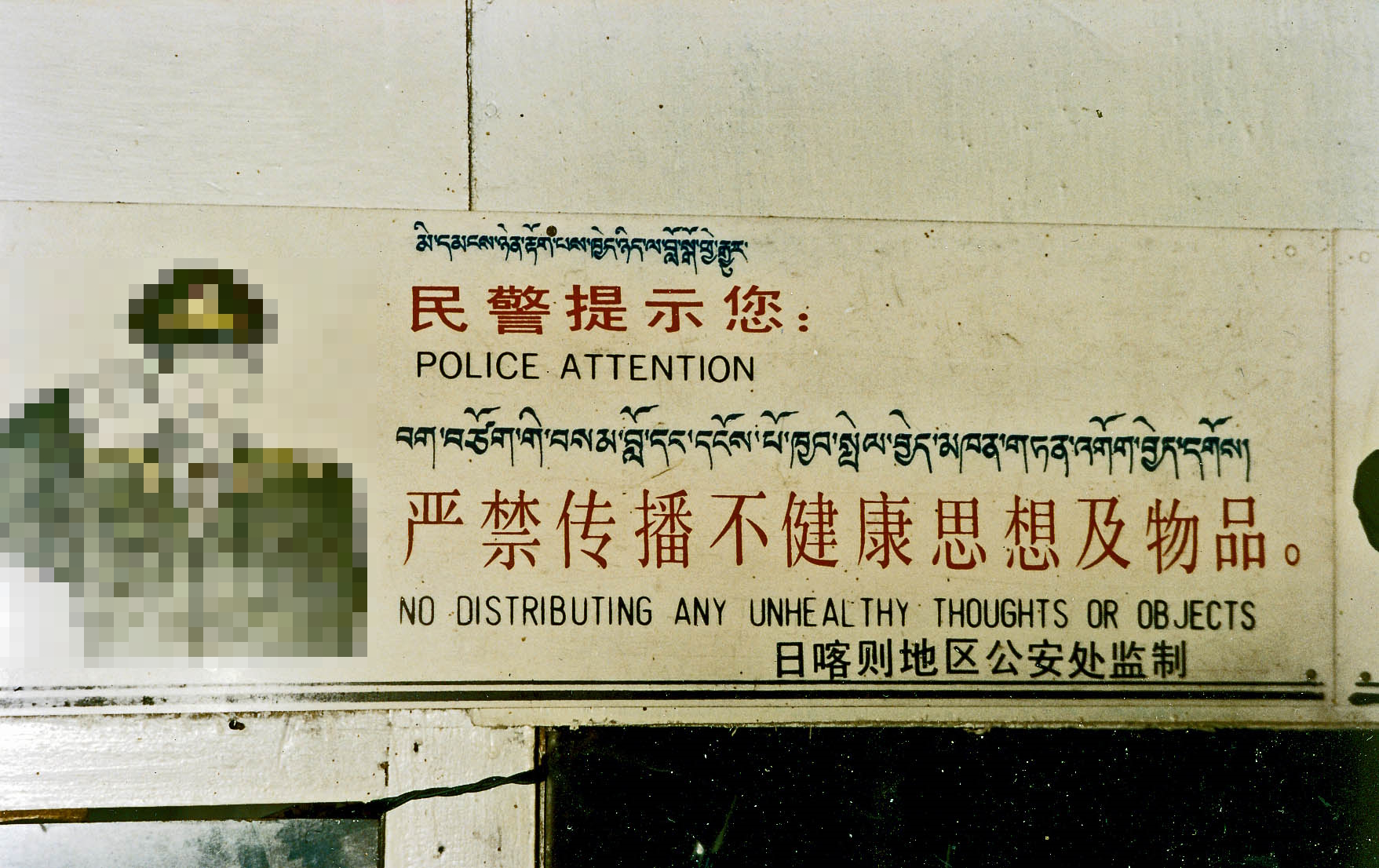
« Notification de police : Interdiction de répandre des pensées ou des objets malsains ». Inscription trilingue (tibétain - chinois - anglais) au-dessus d'un café dans la ville de Nyalam, Tibet, en 1993.

## Rébellions dans les années 1950
En 1956, il y eut une agitation dans le Kham et l'est de l’Amdo, où la réforme agraire avait été mise pleinement en application. Des rébellions ont éclaté et finalement ont diffusé dans le Kham occidental et l’U-Tsang (Tibet central). Dans certaines parties du pays, les Communistes ont essayé d'établir des communes rurales, comme cela avait été réalisé dans toute la Chine.
Une révolte en Amdo en 1958 est mise au pas par l’armée chinoise. À la suite de l’instauration des communes dans le cadre du Grand Bond en avant, les habitants souffrent de la famine .
Une rébellion contre l'occupation chinoise a été menée par les nobles et les monastères et a éclaté dans l’Amdo et l'est du Kham au mois de juin 1956. L'insurrection, soutenue par la CIA américaine, s’est finalement étendue jusqu’à Lhassa.
Le mouvement de résistance tibétain a commencé par une résistance isolée au contrôle de la RPC à la fin des années 1950. Au début, il connut un succès considérable et avec le soutien et l’aide de la CIA, une bonne partie de Tibet du sud passa aux mains tibétaines. Pendant cette campagne, des dizaines de milliers de Tibétains ont été tués.
En 1959, la sévère répression des militaires chinois sur les rebelles dans le Kham et l’Amdo a mené au soulèvement tibétain de Lhassa. La résistance de grande envergure diffusa à travers le Tibet. Craignant l’arrestation du dalaï-lama, des Tibétains non armés ont entouré sa résidence, moment auquel le dalaï-lama s’est enfui avec, selon certains, l’aide de la CIA en Inde. Les Chinois ont utilisé le panchen-lama (qui était pratiquement leur prisonnier) comme personnalité de prestige à Lhassa, affirmant qu'il dirigeait le gouvernement légitime du Tibet en l'absence du dalaï-lama, le dirigeant traditionnel du Tibet.
Après ceci, les forces de la résistance ont opéré au Népal. Les opérations ont continué depuis le royaume semi-indépendant du Mustang avec une force de 2000 rebelles, beaucoup d'entre eux ont été entraînés à Camp Hale près de Leadville, États-Unis. La guérilla a continué dans d’autres parties du pays pendant plusieurs années.
Le 5 juin 1959, Purshottam Trikamdas, avocat (Senior Advocate), de la Cour suprême de l'Inde, a présenté un rapport sur le Tibet à la Commission internationale de juristes (une ONG), suggérant la survenue d’un génocide.
En 1969, à la veille des ouvertures vers la Chine de Kissinger, le soutien américain a été retiré et le gouvernement népalais a démonté l'opération.

## Les années 1960
Le Grand Bond en avant (1959–62) de Mao mena à une famine au Tibet (1960-1962). "Dans de nombreuses régions du Tibet, les habitants sont morts de faim. Des familles entières ont péri et le taux de mortalité est extrêmement élevé", selon un rapport confidentiel du panchen lama envoyé au premier ministre chinois Zhou Enlai en 1962. " Le Tibet vivait autrefois un âge obscur de féodalisme barbare, mais il n'y a jamais eu de telles pénuries de nourriture, notamment après l'essor du bouddhisme.... Au Tibet de 1959 à 1961, depuis deux ans presque tous les élevages et les cultures sont arrêtés. Les nomades n'ont pas de grain pour manger et les agriculteurs n'ont ni viande, ni beurre, ni sel" continuait le report.
L'Administration centrale tibétaine a affirmé que le nombre de Tibétains morts, depuis 1950, de faim, de violence, ou d’autres causes indirectes est approximativement de 1.2 million. Le Parti communiste chinois (CCP) dément cela. Son nombre officiel de morts enregistré pour toute la Chine pour les années du grand bond en avant est de 14 millions, mais des universitaires ont estimé le nombre des victimes de la famine entre 20 et 43 millions.
À propos de l'enquête menée par le gouvernement de Dharamsala sur le nombre et la répartition des décès de Tibétains, Patrick French déclare qu'elle « était inutilisable d'un point de vue statistique et très loin de satisfaire aux exigences occidentales en la matière » . Patrick French reprenant les études de Warren W. Smith Jr, considère qu'environ « 500 000 Tibétains sont directement morts à cause de la politique appliquée au Tibet par la république populaire de Chine».
Malgré les affirmations des Chinois selon lesquelles la plupart des dommages aux institutions du Tibet sont survenues pendant la révolution culturelle (1966–1976), il est établi que la destruction de la plupart des 6000 monastères du Tibet s’est déroulée entre 1959 et 1961. Au milieu des années 1960, les propriétés monastiques ont été brisées et une éducation laïque a été introduite. Pendant la révolution culturelle, les gardes rouges, qui comprenaient aussi des membres tibétains, ont infligé une campagne de vandalisme organisée contre les sites culturels dans l’ensemble de la RPC, y compris le patrimoine bouddhiste du Tibet. Selon au moins une source chinoise, seulement une poignée des monastères parmi les plus importants est restée sans dommage majeur, et des milliers de moines et de nonnes bouddhistes ont été tués, torturés ou emprisonnés.
En 1965, le secteur qui avait été sous le contrôle du gouvernement du dalaï-lama de 1910 à 1959 (U-Tsang et Kham occidental) a été renommé région autonome du Tibet ou RAT. L'autonomie prévoyait que le dirigeant du gouvernement soit un Tibétain ; toutefois, le véritable pouvoir dans la RAT est tenu par le premier secrétaire du comité du parti communiste chinois de la région autonome du Tibet, qui n'a jamais été un Tibétain. Le rôle des Tibétains dans les plus hauts niveaux du parti communiste chinois de la RAT reste très limité.
La révolution culturelle lancée en 1966 fut une catastrophe pour le Tibet, comme cela fut le cas pour le reste de la RPC. En conséquence, un grand nombre de Tibétains sont morts de mort violente, et le nombre de monastère intact a été réduit au Tibet d’un millier à moins de dix. Le ressentiment tibétain envers les Chinois s’est creusé. Des Tibétains ont participé à la destruction, mais on ignore combien d’entre eux l’ont fait par conviction idéologique communiste ou par crainte de devenir les eux-mêmes les cibles de cette campagne. Les résistants contre la révolution culturelle comprenaient Thrinley Chodron, une nonne de Nyemo, ayant mené une rébellion armée qui s’est étendu dans dix-huit xians (comtés) de la RAT, prenant pour cible les officiels du parti communiste chinois et les collaborateurs tibétains, et qui fut finalement éliminé par l’APL. Citant les symboles du bouddhisme tibétain que les rebelles invoquait, Shakya dénommait la révolte de 1969 « un soulèvement millénariste, une insurrection caractérisée par un désir passionné d’être débarrassé de l'oppresseur ».

## Les années 1970
À la suite du décès de Mao en 1976, Deng Xiaoping a lancé des initiatives de rapprochement avec les dirigeants tibétains en exil, espérant les persuader de venir vivre en Chine. Ren Rong, qui était le secrétaire de parti communiste au Tibet, pensait que les Tibétains étaient heureux au Tibet sous l’administration communiste chinoise et qu'ils partageaient l’opinion des Communistes chinoises selon laquelle les dirigeants tibétains avant les communistes seraient des despotes oppressifs. Aussi, quand les délégations du gouvernement tibétain en exil ont visité le Tibet en 1979-80, les officiels chinois comptaient impressionner les Tibétains en exil par les progrès réalisés depuis 1950 et le contentement du peuple tibétain. Ren a même organisé des réunions à Lhassa pour exhorter les Tibétains à restreindre leur animosité envers les représentants d'un régime ancien et oppressif. Les Chinois ont été étonnés et gênés par l’expression massive et larmoyante de dévouement que les Tibétains ont fait aux Tibétains en exil en visite. Des milliers de Tibétains ont pleuré, se sont prosternés, ont offert des écharpes (khata) aux visiteurs, et tentèrent de toucher le frère du dalaï-lama. C’est ainsi que les Tibétains en exil ont compris que les affirmations chinoises de progrès au Tibet étaient sans fondement.
Ces événements ont aussi incité le secrétaire du parti Hu Yaobang et le vice chef du gouvernement Wan Li à effectuer une tournée d'inspection au Tibet, où ils ont été découragés par les conditions qu'ils y ont trouvé. Hu a annoncé un programme de réforme ayant pour but d’améliorer les conditions économiques pour les Tibétains et d’augmenter leurs libertés quant à la pratique de leurs traditions ethniques et culturelles. À certains égards, ceci était une rétrogradation de l'autoritarisme de la ligne dure et des politiques d'assimilation des années 1960 aux politiques de Mao plus ethniquement accommodantes des années 1950, à la différence majeure qu'il n'y aurait pas de gouvernement tibétain séparé comme il y en eut dans les années 1950. De nouvelles réunions entre les officiels chinois et les dirigeants exilés sont intervenus en 1981-84, mais aucun accord ne put être obtenu.

## Les années 1980

### Mesures politiques au Tibet
Au milieu des années 1980, sous l'impulsion de Deng Xiaoping, le Tibet s’ouvre au tourisme, les voyageurs peuvent entrer en Chine en franchissant la frontière népalaise en de nombreux points, il n’y a plus de contrôle du gouvernement central ni d’obligation de passer par Pékin. Cette ouverture est inégalée presque partout dans les régions himalayennes. Profitant de la politique libérale en matière religieuse adoptée par Wu Jinghua, le nouveau premier secrétaire du parti au Tibet, les Tibétains se mettent pour la première fois à afficher publiquement des photos du dalaï-lama. Ils n’ont plus à quémander auprès des étrangers la photo du dalaï-lama : après avoir été interdite, elle est désormais vendue ouvertement à des étals dressés devant le Temple du Jokhang à Lhassa
En 1986-1987, le gouvernement tibétain en exil à Dharamsala a lancé une nouvelle campagne pour gagner le soutien international à sa cause sous l’angle des droits de l’homme. En réponse, au mois de juin 1987, la Chambre des représentants des États-Unis a passé une résolution en soutien aux droits de l’homme des Tibétains. Entre octobre 1987 et mars 1989, des milliers de Tibétains ont été impliqués dans des émeutes contre le régime chinois à quatre reprises à Lhassa, ce qui semblait soutenir les affirmations de Dharamsala selon lesquelles les Tibétains souffraient et abhorraient le régime chinois. Le tibétologue américain Melvyn Goldstein considère les émeutes comme étant l’expression massive spontanée de ressentiment tibétain envers un régime que les Tibétains considéraient comme oppressif et étranger, suscité en partie par l'espoir que les États-Unis fourniraient bientôt un soutien ou une pression qui permettrait au Tibet de redevenir indépendant. Les États-Unis ont voté un Foreign Relations Authorization Act en 1988-89 qui a exprimé le soutien pour les droits de l’homme des Tibétains. Ironiquement, les émeutes ont discrédité la politique tibétaine plus libérale de Hu et ont provoqué un retour aux politiques intransigeantes ; Pékin a même imposé la loi martiale au Tibet en 1989. L'accent sur le développement économique a amené une augmentation du nombre des non-Tibétains à Lhassa, et l'économie du Tibet est devenue de plus en plus dominée par les Han. Lhassa est devenu une ville où les non-Tibétains ont égalé ou ont été plus nombreux que les Tibétains.
Quand le 10e panchen lama s’est exprimé à la réunion du Comité permanent de l'assemblée populaire de la région autonome du Tibet en 1987, il a détaillé les emprisonnements et meurtres massifs des Tibétains dans l’Amdo (Qinghai) : « Il y avait entre trois et quatre mille villages et villes, chacun ayant entre trois et quatre mille familles avec quatre à cinq mille personnes. De chaque ville et village, environ 800 à 1 000 personnes ont été emprisonnées. De ceci, au moins 300 à 400 personnes sont mortes en prison. .. Dans le secteur de Golok, de nombreuses personnes ont été tuées et leurs cadavres ont été jetés de la colline dans une grande fosse. Les soldats ont dit aux membres des familles et parents des personnes décédées qu'ils devraient tous célébrer l’événement puisque les rebelles avaient été éliminés. Ils ont même été forcés de danser sur les cadavres. Peu après, ils ont aussi été massacrés par des mitrailleuses. Ils ont tous été enterrés là ».
Hu Jintao est devenu Secrétaire du Parti communiste de la région autonome du Tibet en 1988. En 1989, le 10e panchen-lama décéda. De nombreux Tibétains croient que Hu serait impliqué dans sa mort inattendue. Quelques mois plus tard, selon Tang Daxian, un journaliste chinois dissident, la police de Lhassa a reçu l'ordre de son commandant à Pékin, Li Lianxiu, de provoquer un incident. Les forces de sécurité ont tué plus de 450 Tibétains lors d’une manifestation pacifique à Lhassa.

## Les années 1990

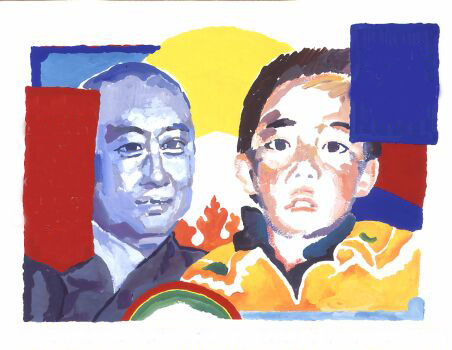
Gedhun Choekyi Nyima détenu, reconnu comme 11e panchen-lama par le dalaï-lama et la plupart des bouddhistes tibétains

En 1995, le dalaï-lama a nommé Gedhun Choekyi Nyima, âgé de 6 ans, comme le 11e panchen lama sans l'approbation du gouvernement chinois, et la RPC a nommé un autre enfant, Gyancain Norbu en conflit avec le choix du dalaï-lama. Gyancain Norbu a été élevé à Pékin et apparaît de temps en temps dans les médias d'état. Le panchen lama choisi par la RPC n’est pas reconnu par les Tibétains en exil qui se réfère ordinairement à lui comme le « Panchen Zuma » (littéralement « le panchen lama truqué »). Gedhun Choekyi Nyima et sa famille ont disparu. Amnesty International affirme qu'ils sont emprisonnés, alors que Pékin soutient qu'ils vivent sous une identité secrète pour leur protection et intimité.
Le dalaï-lama est maintenant âgé de 75 ans, et bien que jouissant d’une santé excellente, il envisage sa mort dans un délai pouvant atteindre plusieurs dizaines d’années, et, selon la tradition, quand il sera décédé, un enfant pouvant correspondre à sa réincarnation sera recherché. Déjà en 1997, le 14e dalaï-lama indiquait que sa future réincarnation « ne se produira sans doute pas sous le contrôle chinois ; mais à l’extérieur de la RPC, dans le monde libre ». En 2007, le dalaï-lama fit une déclaration publique dans laquelle il indiquait que son successeur pourrait être démocratiquement élu par le peuple tibétain. Cependant, puisque traditionnellement un dalaï-lama a besoin de la reconnaissance du panchen lama pour être légitime (et inversement), on ne sait pas si cette réforme serait acceptée par les Tibétains.

## Troubles auXXIesiècle
Des manifestations étendues contre l’administration chinoise ont encore éclaté en 2008. Le gouvernement chinois a réagi fortement, imposant des couvre-feu et expulsant les journalistes des secteurs tibétains. La réponse internationale fut elle aussi immédiate et robuste, nombre de dirigeants condamnant les mesures sévères et nombre de manifestations (y compris quelques-unes soutenant les actions de la RPC) s’organisant dans de nombreuses villes importantes.

## Le développement économique
Les projets que le gouvernement de la RPC affirme avoir été profitable au Tibet comme une partie du projet économique dénommé Programme de développement de l'Ouest, dont la ligne ferroviaire Qing-Zang, a suscité des craintes qu’il facilite une mobilisation militaire et une migration Han. Robert Barnett rapporte que l’émulation économique a été utilisée par les partisans de la ligne dure pour stimuler la migration des Han au Tibet comme un moyen de contrôle, et que 66 % de postes officiels sont détenus par des Han au Tibet. Il y a toujours un déséquilibre ethnique dans les nominations et les promotions dans le service public et juridique de la région autonome tibétaine, avec d'une façon disproportionnée peu de Tibétains ethniques nommés à ces postes.
Le gouvernement de la RPC affirme que son administration du Tibet est une pure amélioration, et que le projet du Programme de développement de l'Ouest est une entreprise massive, bienveillante et patriotique réalisée par la côte est plus riche pour aider les parties de l'ouest de la Chine, y compris le Tibet, pour rattraper la prospérité et les standards de qualité de vie. Néanmoins, les organisations étrangères continuent à organiser des manifestations occasionnelles concernant certains aspects de l’administration du PCC au Tibet à cause des rapports fréquents d’associations telles que Human Rights Watch concernant les violations de droits de l’homme au Tibet. Le gouvernement de la RPC maintient que le Gouvernement tibétain n’a presque rien fait pour améliorer les conditions matériels et politiques des Tibétains, et leurs standards de qualité de vie, pendant son administration entre 1913–59, et qu'il s’est opposé à toute réforme proposée par le gouvernement chinois. Selon le gouvernement chinois, ceci est la raison des tensions qui se sont accrues entre certains fonctionnaires du gouvernement central et du gouvernement tibétain local en 1959.
Le gouvernement de la RPC rejette aussi des affirmations selon lesquelles la vie des Tibétains sont détériorés, et déclare que la vie des Tibétains s’est considérablement améliorée en comparaison de l’autogestion gouvernementale d’avant 1950. Malgré ces affirmations, environ 3000 Tibétains s’aventurent dans un voyage dangereux et courageux pour fuir en exil chaque année.
Ces affirmations sont cependant contestées par de nombreux Tibétains. En 1989, le panchen lama, enfin autorisé à retourner à Shigatsé, s’adressa à une foule de 30 000 personnes affirmant notamment : « le progrès apporté au Tibet par la Chine ne saurait compenser la somme de destructions et de souffrance infligée au peuple tibétain » rappelant les termes de la pétition en 70 000 caractères qu'il avait présenté au chef du gouvernement chinois Zhou Enlai en 1962.

### Évaluation par le gouvernement chinois
Le gouvernement de la RPC maintient que le Gouvernement tibétain n’a presque rien fait pour améliorer les conditions matériels et politiques des Tibétains, et leurs standards de qualité de vie, pendant son administration entre 1913–59, et qu'il s’est opposé à toute réforme proposée par le gouvernement chinois. Selon le gouvernement chinois, ceci est la raison des tensions qui se sont accrues entre certains fonctionnaires du gouvernement central et du gouvernement tibétain local en 1959. Le gouvernement de la RPC rejette aussi des affirmations selon lesquelles la vie des Tibétains sont détériorés, et déclare que la vie des Tibétains s’est considérablement améliorée en comparaison de l’autogestion gouvernementale d’avant 1950.
La RPC affirme que : de 1951 à 2007, la population tibétaine dans le Tibet administré par Lhassa a augmenté de 1,2 million à presque 3 millions. Le PIB de la région autonome du Tibet (RAT) aujourd'hui est trente fois celui d'avant 1950. Les travailleurs du Tibet viennent en deuxième position du classement des plus hauts salaires de la Chine. La RAT a 22,500 km de routes, alors qu’il n’y en avait aucun en 1950. La totalité de l'éducation laïque de la RAT a été créée après la révolution. La RAT a maintenant 25 instituts de recherche scientifique alors qu’il n’y en avait aucun en 1950. La mortalité infantile est passée de 43 % en 1950 à 6,61 ‰ en 2000. (Les Nations unies rapportent un taux de mortalité infantile de 35,3 ‰ en 2000, et de 43 % en 1951 Dans une analyse du profil nutritionnel de la Chine au milieu des années 1990 publiée le 19 avril 1999, l'organisation des Nations unies pour l'alimentation et l'agriculture, plus connue sous le sigle FAO, signalait que la mortalité infantile moyenne en Chine était de 20,6 ‰, et variait de 8.2 à 49,5 ‰ dans les différentes provinces, le Qinghai, province comportant des zones de peuplement tibétain, étant l’une des plus affectées. En 1996, le taux de mortalité des enfants de moins de 5 ans était de 47 ‰ et le Tibet était une des régions les plus affectées). La durée de vie s'est élevée de 35,5 ans en 1950 à 67 ans en 2000. La RPC indique aussi la collection et publication de la traditionnelle Épopée du roi Gesar, le plus long poème épique du monde et qui était uniquement transmis oralement avant sa retranscription. (Cependant, les textes tibétains correspondants du XVIIIe siècle existent, et à la fin du XIXe, début du XXe siècle une édition d'impression sur bois de l'histoire a été compilé par un moine érudit de Lingtsang (un petit royaume au nord-est de sDe-dge) avec l'inspiration du philosophe tibétain prolifique Jamgon Ju Mipham Gyatso.) Il souligne aussi l'allocation de 300 millions de Renminbi depuis les années 1980 pour l'entretien et la protection des monastères tibétains. La révolution culturelle et les dommages culturels qu’elle a apportées dans l’ensemble de la RPC sont généralement condamnés comme une catastrophe nationale, dont les instigateurs principaux, selon la RPC, la Bande des quatre, ont été traduits en justice. Le projet du Programme de développement de l'Ouest est vu par la RPC comme une entreprise massive, bienveillante et patriotique réalisée par la côte est plus riche pour aider les parties de l'ouest de la Chine, y compris le Tibet, pour rattraper la prospérité et les standards de qualité de vie.
En 2008 le gouvernement chinois « a lancé un projet de 570 million de yuan (81,43 millions de dollars américains) pour la conservation de 22 sites du patrimoine historique et culturel au Tibet, y compris la lamaserie du Zhaxi Lhunbo, le Jokhang, Ramogia, les monastères de Sanyai et Samgya-Goutog ».

## Les droits de l'homme
En 2008-2009 le Parti communiste a renforcé les politiques et mesures qui ont frustré les Tibétains avant que la série de manifestations tibétaines qui ont débuté en mars 2008. Ceci a inclus : le refus d'engager des discussions substantielles avec le dalaï-lama ; amplification de l'étendue et de l'hostilité de la campagne d'anti-dalaï ; augmentation de la répression et du contrôle des libertés religieuses pour les Tibétains ; mauvaise application de la Loi sur l'autonomie régionale des minorités ethniques de la RPC ; et renforcement des initiatives de développement économique qui augmenteront de façon plus ample l'afflux de non-Tibétains dans les secteurs autonomes tibétains de la Chine.
Après les troubles de 2008, les secteurs peuplés de Tibétains de la Chine ont été étroitement fermés à un examen extérieur, selon Amnesty International. Alors que les autorités chinoises ont annoncé après les manifestations que plus de 1 000 individus retenus avaient été relâchés, les organisations tibétaines étrangères ont affirmé qu'au moins plusieurs centaines étaient encore en détention au début de 2009. À la suite de ces détentions, ont été publiés des rapports sur les tortures et autres mauvais traitements en détention, qui entraînèrent dans certains cas la mort.
La répression religieuse a inclus la fermeture des monastères et couvents majeurs, et une campagne de propagande où les autorités locales ont renouvelé « l'Éducation Patriotique, » exigeant des Tibétains qu’ils participent à des séances de critique du dalaï-lama et signe des dénonciations écrites, selon le rapport de 2009 d'Amnisty sur la Chine. Les membres tibétains du Parti communiste chinois ont aussi été ciblés, notamment en étant contraint d’enlever leurs enfants des écoles des Tibétains en exil où ils pourraient recevoir une éducation religieuse.

## Les affaires étrangères

### Relations avec les Tibétains en exil
Le dalaï-lama a déclaré sa volonté de négocier une autonomie authentique avec le gouvernement de la RPC, mais certaines associations, comme le congrès de la jeunesse tibétaine, appellent toujours à l'indépendance tibétaine. Le gouvernement tibétain en exil voit les millions d'immigrants Han venus en raison de la politique gouvernementale et les politiques socio-économiques préférentielles comme présentant une menace immédiate pour la nation et la culture tibétaine. Les associations de tibétains en exil affirment que malgré les tentatives récentes pour restaurer l'apparence originale de la culture tibétaine pour attirer le tourisme, le mode de vie tibétain traditionnel est maintenant irrévocablement changé. Tashi Wangdi, Le représentant du dalaï-lama, a affirmé dans un entretien que le Programme de développement de l'Ouest de la Chine « donne des facilités pour l'émigration des Han au Tibet ».

### Relations avec la république de Chine
La république de Chine considère le Tibet comme une partie de la Chine, et continue à affirmer que la Chine continentale fait partie du territoire de la république de Chine dans sa constitution,.

## Menace sur la culture tibétaine
Mais la menace principale qui pèse sur la culture tibétaine est sa dilution face à la montée incessante de la population chinoise Han, dans la région autonome du Tibet comme d'ailleurs dans les anciens Amdo et Kham. Ce développement de la population chinoise Han est lié directement aux grands projets économiques de la république populaire de Chine, en particulier dans le domaine de l'exploitation des réserves du sous-sol du plateau tibétain (cuivre, or, zinc, hydrocarbures, charbon...), ou encore dans le domaine du tourisme (multiplication par 10 du nombre de touristes visée entre 2005 et 2020).

## Espace culturel tibétain
La zone d'influence de la culture tibétaine excède de très loin la région autonome du Tibet :
En effet, le Tibet historique et culturel se compose de trois régions :
- l'Ü-Tsang, qui correspond pour l'essentiel à l'actuelle région autonome du Tibet,
- l'Amdo, démembré en 1959 par la république populaire de Chine pour être intégré aux provinces chinoises du Qinghai, du Gansu, et du Sichuan,
- le Kham, démembré en 1959 par la Chine pour être intégré aux provinces chinoises du Qinghai, du Sichuan et du Yunnan, ainsi qu'à la RAT.

Hors des frontières de la république populaire de Chine, la culture tibétaine a marqué celles de pays comme le Népal, le Sikkim, le Bhoutan, ou encore l'État de Jammu-et-Cachemire en Inde. À la suite de l'invasion du Tibet par l'Armée populaire de libération en 1951, une communauté exilée s'est également constituée en Inde, dans la région de Dharamsala.

## Manifestations culturelle tibétaines dans la Chine contemporaine
Les Tibétains seraient bien représentés dans la culture chinoise contemporaine. Les chanteurs tibétains sont connus notamment pour leurs talents vocaux, que certains attribuent aux hautes altitudes du plateau tibétain. Tseten Dolma a acquis une bonne renommée dans les années 1960 pour sa suite de musique et de danse L'Orient est rouge. Kelsang Metok (格桑梅朵) est un chanteur populaire qui mêle des chansons tibétaines traditionnelles à des éléments empruntés aux musiques pop chinoise et occidentale. Phurbu Namgyal (Pubajia ou 蒲巴甲) fut le lauréat en 2006 de Haonaner, la version chinoise d’American Idol. En 2006, il a joué le rôle principal dans Prince of the Himalayas de Sherwood Hu, une adaptation de Hamlet de Shakespeare, qui se déroule dans l’ancien Tibet et présente une distribution complètement tibétaine.[réf. nécessaire]
Pourtant, lorsque l'ethnomusicologue Ngawang Chophel est rentré au Tibet en 1995, après l'exil de sa famille en Inde en 1968, afin de réaliser un film sur la musique tibétaine et la danse traditionnelle, il a été arrêté et condamné à 18 ans en prison pour espionnage par les autorités chinoises. Gravement malade, il ne fut libéré qu'en 2002 pour raisons médicales.
La chanteuse tibétaine Jamyang Kyi a été arrêtée en avril 2008. Les raisons de son arrestation n'ont pas été communiquées, mais Jamyang Kyi évoquait des sujets controversés comme les mariages forcés et les unions inter ethniques. Elle a été libérée sous caution le 20 mai 2008, mais attend un procès.
De même, Drolmakyi, une célèbre chanteuse tibétaine populaire au Tibet, a été arrêtée le 30 mars 2008 par les autorités chinoises durant les troubles au Tibet en 2008.
Fin mai, selon le Los Angeles Times, elle a été libérée après presque deux mois de détention, à condition de garder le silence sur son arrestation et de ne plus faire de représentations pendant quelque temps.
Washu Rangjong est un autre exemple de chanteur tibétain arrêté lors des troubles au Tibet en 2008.
Kekexili, la patrouille sauvage, est un film réalisé par le National Geographic au sujet d'un journaliste qui se rend au Tibet pour réaliser un rapport sur les risques de disparition de l'Antilope tibétaine. Il a obtenu de nombreux prix en Asie et en Occident,.

## Langue tibétaine
Après la mort prématurée du 10e Panchen Lama, l'officialisation de la langue tibétaine que ce dernier avait voulu faire appliquer, ne s'est pas produite. Dans les bureaux de l'administration, les magasins d'État de la région autonome du Tibet, le chinois est la langue officielle et la seule à être utilisée. À l'Académie des sciences sociales du Tibet, à l'Université du Tibet, dans les écoles et les mairies, la grande majorité des réunions sont menées en chinois. Selon Nicolas Tournadre, le tibétain est considéré comme un patois négligeable. Les responsables tibétains n'ont pas même le droit de signer leur nom en tibétain, et doivent le transcrire en idéogrammes chinois
L'accusation qu'il existe un effort délibéré de la part des Chinois pour faire disparaître la langue tibétaine a été discutée par plusieurs éminents spécialistes. Barry Sautman a déclaré que

« De 92 % à 94 % des Tibétains ethniques parlent le tibétain. Les seules exceptions sont certains lieux du Qinghai et de l'Amdo où la population tibétaine est très faible comparée à la population totale. L'instruction donnée à l'école primaire est presque toujours en tibétain. Le chinois devient obligatoire en parallèle avec le tibétain à partir de des établissements de l'enseignement secondaire. Toutes les petites classes de la région autonome du Tibet enseignent également le tibétain. À Lhassa, le même temps, à peu de chose près, est consacré à l'enseignement du chinois, du tibétain, et de l'anglais. »

 Ceci, dit Barry Sautman, contraste avec le fait que 

« les leaders tibétains en exil en Inde ont utilisé l'anglais comme langue unique jusqu'en 1994, et ne sont devenus bilingues qu'à partir de 1994. Les écoles au Tibet font plus pour le tibétain que les écoles indiennes ne le font dans les zones ethniquement tibétaines — au Ladakh , l'instruction est donné en ourdou, ce qui entraîne un important échec scolaire chez les enfants de langue tibétaine, sans que l'Inde soit jamais accusée de génocide culturel contre les Tibétains. »

Selon Jamyang Norbu, un écrivain tibétain en exil et partisan de l'indépendance du Tibet, Barry Sautman présente souvent les faits de façon partiale.

« Ce que Sautman oublie habilement de rappeler est que le Ladakh — à la différence du Tibet — a toujours eu une population mixte, mêlant Bouddhistes et Musulmans, et que l'éducation en ourdou est un legs de l'empire moghol, poursuivi par les Britanniques, et maintenu depuis l'indépendance de l'Inde par la majorité musulmane du Cachemire, dont le Ladakh fait partie. Dans les faits, la langue tibétaine a en réalité connu récemment une résurgence au Ladakh, en particulier à partir de 1955, avec la formation du Ladakh Autonomous Hill Development Council (le Conseil du développement autonome du Ladakh), par lequel une grande partie de l'administration effective de la région, y compris les questions de langue et d'éducation, a été placée sous l'autorité effective de responsables locaux élus. »

De plus, en Inde, les Tibétains en exil sont libres d'envoyer leurs enfants dans les écoles des Tibetan Children's Villages. Andrew Martin Fischer, Professeur de l'Institute of Social Studies (en) réfute les arguments de Barry Sautman en se basant sur une analyse plus complète des statistiques de la Chine publiée dans un livre en 2005,.
Le tibétologue Elliot Sperling a aussi déclaré « Dans certaines limites, la république populaire de Chine fait quelques efforts pour laisser s'exprimer une expression culturelle tibétaine » et « l'activité culturelle qui a lieu sur l'ensemble du plateau tibétain ne peut être ignorée ».
Cependant, étant donné que le chinois est la langue gouvernementale ainsi que celle de nombreuses entreprises, les Tibétains qui ne parlent pas le mandarin, la langue officielle de la Chine, éprouvent de plus en plus en difficulté lorsqu'il doivent affronter la concurrence sur le marché du travail.
Les Tibétains envoient leurs enfants clandestinement en Inde pour qu'ils reçoivent une éducation tibétaine dispensée notamment dans le Tibetan Children's Villages de Dharamsala, espérant que de retour au Tibet, ils partageront la culture tibétaine. Le gouvernement chinois a encouragé les Tibétains à revenir au Tibet en leur octroyant des avantages. À la suite des troubles au Tibet en 2008, les guides tibétains qui se sont rendus en Inde, parlant mieux l'anglais ont été supprimés de la liste de guides officiels et ne peuvent travailler ni dans le tourisme, ni dans l'enseignement.
Un article anonyme, paru dans le Nouvel Observateur du 16 décembre 2008, affirme que, selon certains rapports, 78 % de la population du Tibet serait analphabète alors qu'en exil, 94 % des Tibétains sont éduqués.

## Population

### Statistiques officielles chinoises (recensement de 2000-2001)
| Principaux groupes ethniques par région, à l'intérieur des secteurs tibétains (recensement de 2000). | Principaux groupes ethniques par région, à l'intérieur des secteurs tibétains (recensement de 2000). | Principaux groupes ethniques par région, à l'intérieur des secteurs tibétains (recensement de 2000). | Principaux groupes ethniques par région, à l'intérieur des secteurs tibétains (recensement de 2000). | Principaux groupes ethniques par région, à l'intérieur des secteurs tibétains (recensement de 2000). | Principaux groupes ethniques par région, à l'intérieur des secteurs tibétains (recensement de 2000). | Principaux groupes ethniques par région, à l'intérieur des secteurs tibétains (recensement de 2000). | Principaux groupes ethniques par région, à l'intérieur des secteurs tibétains (recensement de 2000). |
| | Total                                                                                                | Tibétains                                                                                            | Tibétains                                                                                            | Hans                                                                                                 | Hans                                                                                                 | autres                                                                                               | autres                                                                                               |
| --- | --- | --- | --- | --- | --- | --- | --- |
| Région autonome du Tibet:                                                                            | 2 616 329                                                                                            | 2 427 168                                                                                            | 92,8 %                                                                                               | 158 570                                                                                              | 6,1 %                                                                                                | 30 591                                                                                               | 1,2 %                                                                                                |
| - Lhassa PLC                                                                                         | 474 499                                                                                              | 387 124                                                                                              | 81,6 %                                                                                               | 80 584                                                                                               | 17,0 %                                                                                               | 6 791                                                                                                | 1,4 %                                                                                                |
| - Préfecture de Qamdo                                                                                | 586 152                                                                                              | 563 831                                                                                              | 96,2 %                                                                                               | 19 673                                                                                               | 3,4 %                                                                                                | 2 648                                                                                                | 0,5 %                                                                                                |
| - Préfecture de Shannan                                                                              | 318 106                                                                                              | 305 709                                                                                              | 96,1 %                                                                                               | 10 968                                                                                               | 3,4 %                                                                                                | 1 429                                                                                                | 0,4 %                                                                                                |
| - Préfecture de Xigazê                                                                               | 634 962                                                                                              | 618 270                                                                                              | 97,4 %                                                                                               | 12 500                                                                                               | 2,0 %                                                                                                | 4 192                                                                                                | 0,7 %                                                                                                |
| - Préfecture de Nagchu                                                                               | 366 710                                                                                              | 357 673                                                                                              | 97,5 %                                                                                               | 7 510                                                                                                | 2,0 %                                                                                                | 1 527                                                                                                | 0,4 %                                                                                                |
| - Préfecture de Ngari                                                                                | 77 253                                                                                               | 73 111                                                                                               | 94,6 %                                                                                               | 3 543                                                                                                | 4,6 %                                                                                                | 599                                                                                                  | 0,8 %                                                                                                |
| - Préfecture de Nyingchi                                                                             | 158 647                                                                                              | 121 450                                                                                              | 76,6 %                                                                                               | 23 792                                                                                               | 15,0 %                                                                                               | 13 405                                                                                               | 8,4 %                                                                                                |
| Province du Qinghai :                                                                                | 4 822 963                                                                                            | 1 086 592                                                                                            | 22,5 %                                                                                               | 2 606 050                                                                                            | 54,0 %                                                                                               | 1 130 321                                                                                            | 23,4 %                                                                                               |
| - Xining PLC                                                                                         | 1 849 713                                                                                            | 96 091                                                                                               | 5,2 %                                                                                                | 1 375 013                                                                                            | 74,3 %                                                                                               | 378 609                                                                                              | 20,5 %                                                                                               |
| - Préfecture de Haidong                                                                              | 1 391 565                                                                                            | 128 025                                                                                              | 9,2 %                                                                                                | 783 893                                                                                              | 56,3 %                                                                                               | 479 647                                                                                              | 34,5 %                                                                                               |
| - PAT de Haibei                                                                                      | 258 922                                                                                              | 62 520                                                                                               | 24,1 %                                                                                               | 94 841                                                                                               | 36,6 %                                                                                               | 101 561                                                                                              | 39,2 %                                                                                               |
| - PAT de Huangnan                                                                                    | 214 642                                                                                              | 142 360                                                                                              | 66,3 %                                                                                               | 16 194                                                                                               | 7,5 %                                                                                                | 56 088                                                                                               | 26,1 %                                                                                               |
| - PAT de Hainan                                                                                      | 375 426                                                                                              | 235 663                                                                                              | 62,8 %                                                                                               | 105 337                                                                                              | 28,1 %                                                                                               | 34 426                                                                                               | 9,2 %                                                                                                |
| - PAT de Golog                                                                                       | 137 940                                                                                              | 126 395                                                                                              | 91,6 %                                                                                               | 9 096                                                                                                | 6,6 %                                                                                                | 2 449                                                                                                | 1,8 %                                                                                                |
| - PAT de Gyêgu                                                                                       | 262 661                                                                                              | 255 167                                                                                              | 97,1 %                                                                                               | 5 970                                                                                                | 2,3 %                                                                                                | 1 524                                                                                                | 0,6 %                                                                                                |
| - PAMT de Haixi                                                                                      | 332 094                                                                                              | 40 371                                                                                               | 12,2 %                                                                                               | 215 706                                                                                              | 65,0 %                                                                                               | 76 017                                                                                               | 22,9 %                                                                                               |
| Zones tibétaines de la province du Sichuan                                                           | | | | | | | |
| - PATQ de Ngawa                                                                                      | 847 468                                                                                              | 455 238                                                                                              | 53,7 %                                                                                               | 209 270                                                                                              | 24,7 %                                                                                               | 182 960                                                                                              | 21,6 %                                                                                               |
| - PAT de Garzê                                                                                       | 897 239                                                                                              | 703 168                                                                                              | 78,4 %                                                                                               | 163 648                                                                                              | 18,2 %                                                                                               | 30 423                                                                                               | 3,4 %                                                                                                |
| - CAT de Muli                                                                                        | 124 462                                                                                              | 60 679                                                                                               | 48,8 %                                                                                               | 27 199                                                                                               | 21,9 %                                                                                               | 36 584                                                                                               | 29,4 %                                                                                               |
| Zones tibétaines dans la province du Yunnan                                                          | | | | | | | |
| - PAT de Dêqên                                                                                       | 353 518                                                                                              | 117 099                                                                                              | 33,1 %                                                                                               | 57 928                                                                                               | 16,4 %                                                                                               | 178 491                                                                                              | 50,5 %                                                                                               |
| Zones tibétaines dans la province du Gansu                                                           | | | | | | | |
| - PAT de Gannan                                                                                      | 640 106                                                                                              | 329 278                                                                                              | 51,4 %                                                                                               | 267 260                                                                                              | 41,8 %                                                                                               | 43 568                                                                                               | 6,8 %                                                                                                |
| - Tianzhu AC                                                                                         | 221 347                                                                                              | 66 125                                                                                               | 29,9 %                                                                                               | 139 190                                                                                              | 62,9 %                                                                                               | 16 032                                                                                               | 7,2 %                                                                                                |
| Total pour le « grand Tibet » au sens le plus large :                                                | | | | | | | |
| En comptant Xining et Haidong                                                                        | 10 523 432                                                                                           | 5 245 347                                                                                            | 49,8 %                                                                                               | 3 629 115                                                                                            | 34,5 %                                                                                               | 1 648 970                                                                                            | 15,7 %                                                                                               |
| Sans compter Xining et Haidong                                                                       | 7 282 154                                                                                            | 5 021 231                                                                                            | 69,0 %                                                                                               | 1 470 209                                                                                            | 20,2 %                                                                                               | 790 714                                                                                              | 10,9 %                                                                                               |

Ce tableau inclut toutes les entités autonomes (régions autonomes et provinces) de la république populaire de Chine, plus Xining PLC et Haidong P. La raison d'inclure ces deux derniers est de compléter les chiffres pour la province du Qinghai, et aussi parce qu'ils sont revendiqués comme faisant partie du « grand Tibet », par le gouvernement tibétain en exil.
P = Préfecture ; AP = Préfecture autonome ; PLC = Ville de niveau équivalent à une Préfecture ; AC = Comté autonome.
Ces statistiques ne comprennent pas les membres de l'armée populaire de libération en service actif.
Le nombre des colons Han s'est régulièrement accru depuis lors. Mais une étude préliminaire du mini-recensement de 2005 montre seulement une modeste croissance de la population Han dans la région autonome du Tibet entre 2000 et 2005 et peu de changement dans le Tibet oriental. Barry Sautman accuse les forces favorables à l'indépendance de souhaiter que les régions tibétaines soient purgées de leurs colons Han, et que le dalaï-lama présente systématiquement une image fausse de la situation actuelle comme étant dominée par une majorité Han. Les campagnes tibétaines, où vivent les trois-quarts de la population, comprennent très peu de non-Tibétains.

Sautman soutient également que 

« les colons ne sont pas subventionnés à titre personnel par le gouvernement ; bien que, comme les citadins Tibétains, ils sont indirectement subventionnés par le développement de l'infrastructure, qui favorise les villes. quelque 85 % des Han qui émigrent au Tibet, dans le but d'y établir un négoce, échouent ; ils quittent généralement le pays au bout de trois ou quatre ans. Ceux qui survivent économiquement entrent en concurrence avec les entrepreneurs tibétains locaux, mais une étude de grande envergure à Lhassa a montré que les non-Tibétains ont été les pionniers de quelques secteurs faisant appel à des PME, sur lesquels certains Tibétains sont arrivés tardivement et où ils ont fait appel à leur connaissance du terrain pour prospérer. Les Tibétains ne sont pas simplement une sous-classe ; il existe une classe moyenne tibétaine significative, fondée sur les services publics, le tourisme, le commerce, ainsi que la production et le transport à petite échelle. Il y a également beaucoup de chômage, partiel ou à plein temps, chez les Tibétains, alors qu'il n'y en a pratiquement aucun chez les Han, car ceux qui ne trouvent pas de travail s'en vont. »

### Portée et limites de ces statistiques officielles

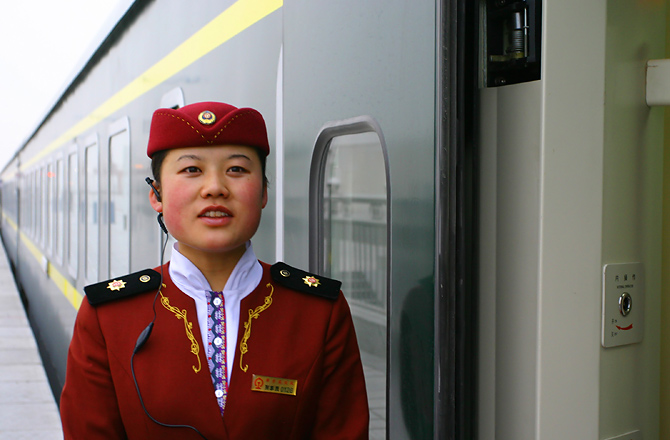
Une hôtesse des rails de service entre Xining et Lhassa

Ces statistiques sont importantes à plusieurs égards :
- Elles font apparaître que l'entité culturelle tibétaine dépasse de très loin la seule région autonome du Tibet (RAT), qui représente moins de 50 % de la population tibétaine[N 2]. Ceci reflète le démembrement du Tibet effectué par la Chine en 1959[98], où les régions tibétaines du Kham[99] et de l'Amdo[N 3] ont été supprimées pour être intégrées aux provinces chinoises du Sichuan, du Yunnan[99], du Gansu et du Qinghai.
- Elles correspondent à la vision officielle de la situation par le gouvernement chinois. Elles sont ainsi utilisées pour souligner que, même dans la région de Lhassa, la culture tibétaine n'est pas menacée puisque la population Han ne représenterait « que » 17 % du total.

Elles présentent cependant d'importantes faiblesses :
- Elles sont parfois soupçonnées d'être falsifiées pour s'adapter aux besoins de la politique chinoise[100].
- En tout état de cause, elles ne reflètent pas le caractère explosif des changements démographiques actuels, en particulier dans la région de Lhassa :
  - le chiffre de 17 % de Chinois Han à Lhassa n'est plus qu'un lointain souvenir, puisqu'on s'accorde généralement à considérer que les Chinois d'origine Han représentent aujourd'hui (en 2009) entre 60 % et 70 % de la population de Lhassa[101],[102],[103] ;
  - en effet, la nouvelle ville, la « ville chinoise », constitue maintenant l'essentiel de l'agglomération, dont la vieille ville tibétaine n'est plus qu'un quartier pittoresque[104] ;
  - enfin, la nouvelle ligne de chemin de fer « en altitude »[N 4] entre Lhassa et la ville de garnison de Golmud[105], au Qinghai, inaugurée le 1er juillet 2006[106], accélère encore les mouvements de population et l'intégration de l'économie tibétaine à l'économie chinoise. Cette ligne de chemin de fer, longue de 1 140 km, a coûté 4,2 milliards de dollars US[107].

### Perspectives
La pression démographique chinoise croissante sur le Tibet est largement une conséquence des attentes économiques de la Chine vis-à-vis de la région. La république populaire de Chine voit en effet dans le Tibet un nouvel « Eldorado », où seraient situés 40 % des ressources naturelles de la Chine. Tant les Tibétains en exil que des activistes internationaux ont souligné les risques que la vague d'investissements attendue ferait courir à la culture et à l'autonomie tibétaine.
Comme l'a déclaré en effet Youdon Aukatsang, un élu du gouvernement tibétain en exil, « les Tibétains ne sont pas opposés au développement — mais la question qu'il faut poser est : développement, oui, mais pour qui? »
En conséquence de l'expansion économique envisagée, le chiffre d'une population de 15 millions de Chinois en 2020 dans la région autonome du Tibet — soit l'immense majorité de la population — a pu être avancé.

#### Liées à l'exploitation du sous-sol
Le réseau d'infrastructures permettra d'accélérer l'exploitation des réserves du plateau tibétain : cuivre, or, zinc, charbon, hydrocarbures... Le cuivre en particulier, par son importance dans l'acheminement de l'énergie électrique, est considéré comme essentiel par les Chinois. Ceux-ci ont par ailleurs fait appel à des géants pétroliers tels que BP et Shell pour les aider à exploiter les richesses du sous-sol.

Matt Whitticase, porte-parole de la Free Tibet Campaign (« Campagne pour la libération du Tibet ») à Londres, a souligné que les Tibétains étaient exclus des décisions liées à ces développements. Selon lui, d'ailleurs, les travaux touchant à l'infrastructure (et en particulier le chemin de fer) 

« constituent un projet politique, et le chemin de fer [Golmud-Lhassa] marque le point culminant du rêve de Mao Zedong de faire disparaître le Tibet à l'intérieur de la Chine, et cela de façon irréversible. Cela facilitera l'immigration des colons Chinois Hans au Tibet, rendant ainsi certaine la réduction accrue de la culture et de l'identité tibétaine à l'intérieur même du Tibet. »

#### Liées au tourisme
Les statistiques chinoises ne prennent pas en compte les populations « temporaires » stationnées au Tibet, telles qu'armée et police militaire, ou touristes. Dans ce dernier domaine, la république populaire de Chine a lancé un plan à 15 ans de développement du tourisme, pour passer de 1 million de touristes — essentiellement Chinois — en 2005, à 10,2 millions de visiteurs en 2020. Le tourisme représenterait alors 18 % du PIB de la région. Les 10,2 millions de visiteurs attendus se comparent à la population tibétaine de la RAT lors du dernier recensement officiel, soit 2,4 millions.
Dans la mesure où les Chinois Hans contrôlent en grande partie le tourisme, un fort afflux de population chinoise est attendue en conséquence de ce développement touristique.

#### Liées aux autres projets économiques majeurs
- Centre logistique de Nagqu : Le plus grand centre logistique du Tibet a été ouvert en août 2009 dans le district de Nagqu, à 300 km de Lhassa. Permettant en particulier le développement de l'exploitation des ressources minières, il permettra de traiter 2,2 millions de tonnes de cargaison dès 2015, et 3,1 millions en 2020[110].
- Routes et autoroutes : En 2006, il était prévu de construire trente nouvelles autoroutes ou routes majeures au Tibet[105].
- Exploitation des ressources hydro-électriques du plateau tibétain : Le Tibet est le berceau de la plupart des grands fleuves d'Asie, comme le Brahmapoutre (Tsangpo) ou le Mékong, le Fleuve Jaune et le Fleuve bleu. Pour la Chine, le contrôle de cet approvisionnement en eau est d'une importance stratégique. En 2020, la Chine prévoit de réaliser 15 % de sa consommation d’énergie grâce aux énergies renouvelables dont l’hydroélectricité[111]. Il existe un projet chinois visant à résoudre l'approvisionnement en eau dans le nord de la Chine en détournant le cours du Brahmapoutre vers le Fleuve jaune[112]. Un tel projet, s'il voyait le jour, bouleverserait la vie de centaines de millions de personnes, et pourrait amener des déplacements de population tibétaine si importants qu'ils menaceraient le peuple tibétain de disparition[111].

## Déclin au Tibet et diffusion en Occident

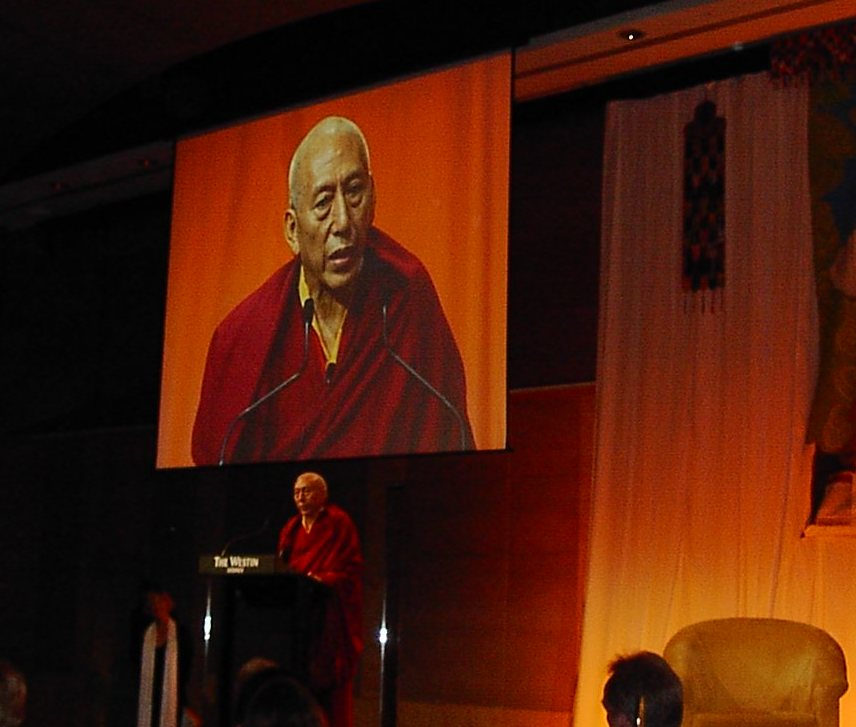
Le premier ministre du gouvernement tibétain en exil, Samdhong Rinpoché

Sous l’administration chinoise du Tibet, un grand nombre de lamas ont fui le pays avec d’autres réfugiés. Le départ de ces Lamas ayant bénéficié d'une excellente formation réduit la qualité et l'influence du bouddhisme au Tibet. Alors que la plupart des Tibétains au Tibet sont toujours des pratiquants fervents, ce déficit en ressource humaine conduit à une dérive superficielle des enseignements du bouddhisme tibétain au Tibet. Ces lamas ont apporté le bouddhisme tibétain dans d’autres secteurs du monde, avec des retombées positives. Cependant, ces nouveaux pratiquants, viennent de nombreux pays modernes qui sont sceptiques au sujet du fondement culturel des pratiques tantriques dans leurs enseignements. Ceci mène à l’augmentation de la commercialisation de symboles tibétains sans la connaissance profonde de leur sens,.

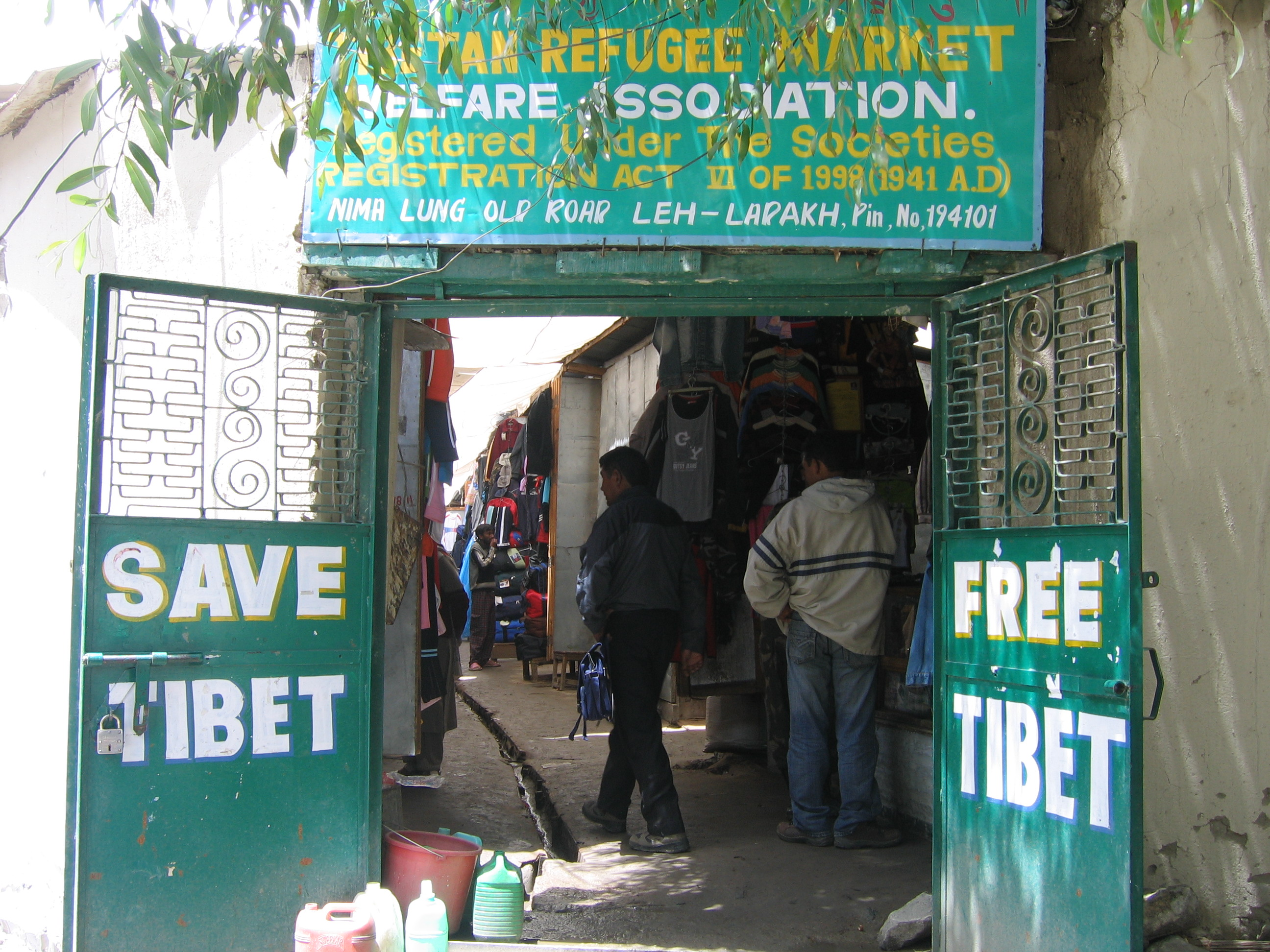
Marché de réfugiés tibétains au Ladakh, Inde.

## La succession du dalaï-lama
Un autre changement radical dans la culture tibétaine peut survenir à la mort du 14e dalaï-lama. Au Tibet, les religieux sont systématiquement obligés par les autorités de dénoncer le dalaï-lama. Le dalaï-lama est connu comme le plus haut lama de l'école Gelugpa et le Panchen-lama comme le suivant dans la hiérarchie. Après la mort du 10e Panchen Lama, les moines du monastère du Panchen Lama et le dalaï-lama ont nommé un successeur, Gendhun Choekyi Nyima, qui n'a pas été reconnu par le gouvernement chinois. Au contraire, après avoir organisé un tirage au sort dans une Urne d'or qui n'a pas inclus le nom de Gendün Chökyi Nyima, le gouvernement chinois a désigné un autre garçon, Gyancain Norbu, comme 11e Panchen Lama. Le Panchen Lama a souvent donné des avis déterminants qui ont concouru à la "découverte" de la réincarnation du dalaï-lama. Comprenant que le gouvernement chinois cherchera probablement à s’impliquer dans la recherche de son successeur si cette recherche est faite au Tibet, le 14e dalaï-lama a dit qu'il pourrait plutôt « choisir de se réincarner » dans la communauté tibétaine en exil en Inde.

## Cuisine et développement duvégétarisme
Récemment, les Tibétains modifient profondément leurs habitudes alimentaires et deviennent de plus en plus végétariens. Ils suivent les conseils du 14e Dalaï-Lama et du 17e Karmapa, qui ont donné en 2007 et 2008 des instructions sur les bienfaits de ne pas manger de viande afin de ne pas faire souffrir les animaux,. Dans la région autonome du Tibet, ainsi que dans le Kham, et l'Amdo, des restaurants végétariens s'ouvrent.

## Sauvegarde de la culture tibétaine en exil
En Inde, les Tibétains s’organisent pour la sauvegarde de la culture tibétaine, ils ont mis en place une école laïque (Tibetan Children's Villages) permettant la scolarisation de près de 100 % des enfants tibétains.
En 2009, le Tibetan Children's Villages a fondé la première université tibétaine en exil à Bangalore (Inde) qui a été nommé « Institut d'études supérieures du dalaï-lama ». Les objectifs de cette université sont d'enseigner la langue tibétaine et la culture tibétaine, mais aussi la science, les arts, le conseil et la technologie d'informations aux étudiants tibétains en exil,.